# Thrive (Casting Crowns)
Thrive è il sesto album in studio del gruppo musicale statunitense Casting Crowns, pubblicato nel 2014.

## Tracce
1. Thrive – 5:06
2. All You've Ever Wanted – 4:04
3. Just Be Held – 3:41
4. You Are the Only One – 3:47
5. Broken Together – 4:45
6. Love You With the Truth – 4:03
7. This Is Now – 4:39
8. Dream for You – 3:58
9. Follow Me – 4:12
10. Heroes – 4:14
11. House of Their Dreams – 4:22
12. Waiting on the Night to Fall – 4:50

## Formazione
- Juan DeVevo – chitarre
- Melodee DeVevo – violino, cori
- Megan Garrett – piano, tastiere, cori
- Mark Hall – voce
- Chris Huffman – basso
- Brian Scoggin – batteria
- Josh Mix – chitarra